# Кочкарное
Кочкарное — деревня в Сладковском районе Тюменской области России. Входит в состав Сладковского сельского поселения.

## История
До 1917 года входила в состав Сладковской волости Ишимского уезда Тюменской губернии. По данным на 1926 год состояла из 75 хозяйства. В административном отношении входила в состав Большовского сельсовета Сладковского района Ишимского округа Уральской области.

## Население
| 2010 |
| ---- |
| 98   |

По данным переписи 1926 года в деревне проживало 394 человека (185 мужчин и 209 женщин), в том числе: русские составляли 100 % населения.
Согласно результатам переписи 2002 года, в национальной структуре населения русские составляли 62 %, казахи — 35 % из 135 чел.